# Éric X de Suède
Erik Knutsson, né vers 1180 et mort le 10 avril 1216, est roi de Suède de 1208 à sa mort.

## Biographie

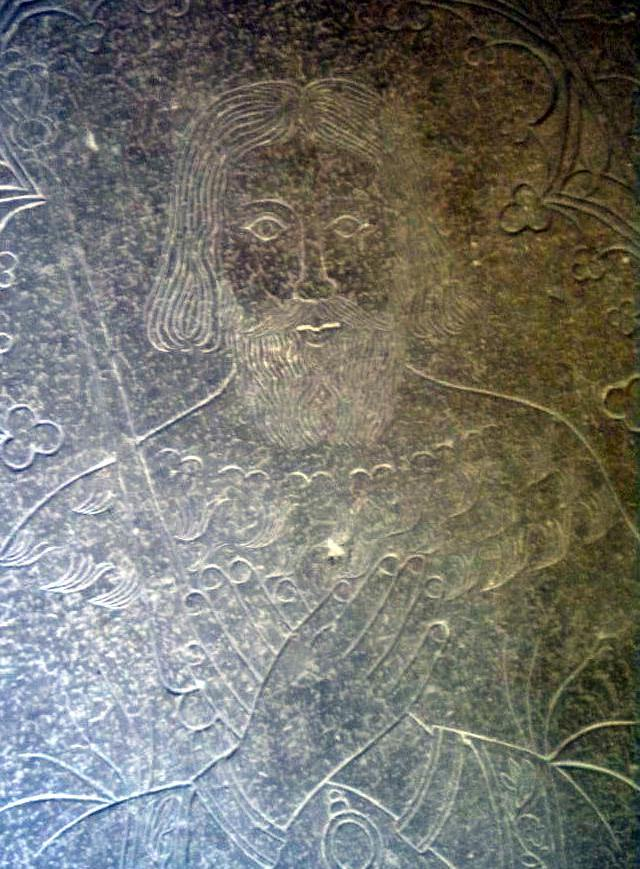
Pierre tombale d'Erik Knutsson (XVIe siècle).

Seul survivant des quatre fils de Knut Ier Eriksson, Erik Knutsson se réfugie en Norvège après le meurtre de ses frères en novembre 1205 à Älgarås. De retour dans son pays après trois ans d'exil, il bat avec ses partisans, le 31 janvier 1208 à Kungslena dans le Västergötland, une armée danoise qui soutenait son compétiteur Sverker le Jeune et qui était conduite par les fils de Sune. 
Sverker se réfugie au Danemark avec l'archevêque Valerius d'Upsal et les évêques de Skara et de Linköping qui font appel au Pape Innocent III. Malgré l'excommunication fulminée contre lui, Érik refuse de s'incliner.
Une tentative de médiation avec partage du royaume menée par Ingegerd Birgersdotter de Bjelbo, l'épouse de Sverker exilé au Danemark, échoue et l'ancien roi trouve la mort le 17 juillet 1210 à Gestilren dans le Västergötland lors d’une nouvelle tentative pour recouvrer son trône. Le Jarl Folke Bigersson est lui aussi tué dans le camp d'Erik.
Victorieux, Erik Knutsson se réconcilie avec l'Église et il sera ainsi le premier roi de Suède à être couronné en novembre 1210 par l'archevêque d'Uppsala Valerius. Erik Knutsson fait également la paix avec le Danemark. Il épouse en 1210 Richiza, une fille du roi Valdemar Ier de Danemark.  
Erik poursuit la colonisation de la Finlande mais meurt à Visingsö le 10 avril 1216 et il est inhumé dans l'abbaye de Varnhem. La reine Richiza disparaît à son tour en 1220, âgée seulement de trente ans. Elle sera inhumée dans l’église de St.-Bengts à Ringsted. Johann Sverkersson, le fils âgé de 15 ans de son prédécesseur de la maison de Sverker, est désigné comme nouveau roi par l'Église et l'aristocratie.

## Postérité
De son union avec Richiza, il laisse trois enfants :
- Ingeborg de Suède (morte en 1254), épouse de Birger Jarl : Parents entre autres de Valdemar Ier et Magnus III, d'où la suite des rois de Suède de la Maison de Folkung ;
- Sophia (sv) (morte le 24 avril 1241), épouse le 15 février 1237 Henri III Borwin de Mecklembourg, fils de Henri II Borwin de Mecklembourg, prince de Rostock ;
- ainsi qu'un garçon posthume, le futur roi Éric XI, mort sans postérité en 1250.

Selon l'Europäische Stammtafeln le couple aurait une autre fille :
- (?)[2] Marianna (sv) (morte en 1252), épouse de Barnim Ier le Bon de Poméranie[3].

Enfin la Karlskrönikan (sv) du XVe siècle, afin de rattacher fictivement des familles nobles postérieures à la Maison d'Erik, lui attribue une dernière fille :
- Martha de Suède (en), épouse de Nils Sixtensson Sparre[4].